# Озјорни
Озјорни (рус. Озёрный) насељено је место са административним статусом варошице (рус. посёлок городского типа) на западу европског дела Руске Федерације. Насеље је смештено у северном делу Духовшчинског рејона и седиште је истоимене градске општине, на крајњем северу Смоленске области.
Према процени из 2014. у вароши је живело 3.770 становника.
Насеље лежи на око 100 километара северно од административног центра области, града Смоленска. 
Најважнији извор прихода локалног становништва долази од Смоленске термоелектране која се налази недалеко од насеља. 